# Detlefilus trispinosus
 (octobre 2021).
Genre
Espèce
Detlefilus trispinosus, unique représentant du genre Detlefilus, est une espèce d'opilions laniatores à l'appartenance familiale incertaine.

## Distribution
Cette espèce est endémique du département de La Paz en Bolivie. Elle se rencontre vers La Paz.

## Description
Le mâle holotype mesure 3,5 mm.

## Publication originale
- Roewer, 1949 : « Über Phalangodiden I. (Subfam. Phalangodinae, Tricommatinae, Samoinae.) Weitere Weberknechte XIII. » Senckenbergiana, vol. 30, p. 11–61.